# 津民村
津民村（つたみむら）は、大分県下毛郡にあった村。現在の中津市の一部にあたる。

## 地理
山国川支流、津民川沿いの谷あいに位置していた

## 歴史
- 1889年（明治22年）4月1日、町村制の施行により、下毛郡津民村が単独で村制施行し、津民村が発足[1][2]。大字は編成せず[2]。
- 昭和初期に字大野、栃木、中畑、川原口を大字とする[2]。
- 1951年（昭和26年）4月1日、下毛郡山移村、下郷村と合併し、中耶馬溪村を新設して廃止された[1][2]。

### 地名の由来
津久江（机）淵を渡って当地の谷に入ることから、津谷が津民に転じたものか。

## 産業
- 農業、薪炭[2]

## 交通

### 鉄道
- 1914年（大正3年）耶馬渓鉄道（のち大分交通耶馬渓線）洞門～耶鉄柿坂間が開通し津民駅（字栃木）開設[2]。